# Laksyzm
Laksyzm (z łac. laxus –  luźny) –  w etyce i teologii moralnej postawa, według której wszelka wątpliwość co do obowiązywalności prawa stanowi wystarczającą podstawę do usprawiedliwienia postępowania niezgodnego z tym prawem. Termin bliskoznaczny pojęciom liberalizmu obyczajowego i libertynizmu.
Papież Innocenty XI potępił laksyzm w 1679 w reakcji na Prowincjałki Pascala, krytykujące niektóre poglądy głoszone przez jezuickich kazuistów, którzy jednak jako probabiliści zasadniczo cieszyli się powszechnym uznaniem (potępione zostały tylko pojedyncze tezy, nie istniał natomiast formalny system laksyzmu).
Laksyzm jest przeciwieństwem tucjoryzmu (również potępionego), a także rygoryzmu.